# 埃尔沃斯贝格体育联合会
埃尔沃斯贝格07体育联合会注册协会（德語：Sportvereinigung 07 Elversberg e. V.）通称埃尔沃斯贝格，是一家来自德国萨尔兰州诺因基兴县市镇施皮森-埃尔沃斯贝格的足球俱乐部，始建于1907年。得益于前主教练暨时任主席（现任监事会主席）弗兰克·霍尔策的努力及其名下公司乌萨医药的财政支持，俱乐部得以于2021-22赛季成功升入德国足球丙级联赛，在升班首季即以德国足球丙级联赛冠軍升班德国足球乙级联赛。